# Tricarinodynerus magretti
Tricarinodynerus magretti är en stekelart som först beskrevs av Giovanni Gribodo 1884.
Tricarinodynerus magretti ingår i släktet Tricarinodynerus och familjen Eumenidae. Inga underarter finns listade i Catalogue of Life.